# Caroline Kuhlman
Caroline Kuhlman (25 augustus 1966) is een voormalig tennisspeelster uit de Verenigde Staten van Amerika.

## Loopbaan
Bij de junioren won Kuhlman op Wimbledon 1984 de dubbelspeltitel, samen met landgenote Stephanie Rehe – in de finale versloegen zij het Sovjet-koppel Viktorija Milvidskaja en Larisa Savtsjenko.
In 1983 speelde Kuhlman voor het eerst een grandslamtoernooi, op het US Open in het enkelspel. In 1985 kwam zij tot de derde ronde van het US Open, en in 1994, haar laatste jaar dat zij grandslam speelde, bereikte zij de derde ronde van het Australian Open.
Kuhlman trainde als junior onder Louis Ballantyne, waarmee ze op de world-ranking steeg van #300 tot in de top 70.
In 1993 bereikte Kuhlman de enkelspelfinale van het WTA-toernooi van Auckland – zij verloor de eindstrijd van de Zuid-Afrikaanse Elna Reinach.

## Posities op deWTA-ranglijst
Positie per einde seizoen:
| jaar | rang enkelspel | rang dubbelspel |
| ---- | -------------- | --------------- |
| 1985 | 68             | –               |
| 1986 | 92             | –               |
| 1990 | 283            | –               |
| 1991 | 188            | 254             |
| 1992 | 101            | 103             |
| 1993 | 79             | 175             |
| 1994 | 93             | 375             |

## Palmares
| Legenda                |
| ---------------------- |
| Grandslamtoernooi      |
| Olympische Spelen      |
| Year-End Championships |
| Tier I                 |
| Tier II                |
| Tier III               |
| Tier IV & V            |

### WTA-finaleplaatsen enkelspel
| nr.              | finale     | toernooi     | ondergrond | tegenstandster | score    |
| ---------------- | ---------- | ------------ | ---------- | -------------- | -------- |
| gewonnen finales |            |              |            |                |          |
| geen             |            |              |            |                |          |
| verloren finales |            |              |            |                |          |
| 1.               | 1993-02-07 | WTA Auckland | hardcourt  | Elna Reinach   | 0-6, 0-6 |

## Resultaten grandslamtoernooien
| Legenda | Legenda                          |
| ------- | -------------------------------- |
| g.t.    | geen toernooi gehouden           |
| l.c.    | lagere categorie                 |
| –       | niet deelgenomen                 |
| G       | uitgeschakeld in de groepsfase   |
| 1R      | uitgeschakeld in de eerste ronde |
| 2R      | uitgeschakeld in de tweede ronde |
| 3R      | uitgeschakeld in de derde ronde  |
| 4R      | uitgeschakeld in de vierde ronde |
| KF      | uitgeschakeld in de kwartfinale  |
| HF      | uitgeschakeld in de halve finale |
| F       | de finale verloren               |
| W       | het toernooi gewonnen            |
| w-v     | winst/verlies-balans             |

### Enkelspel
| Australian Open | –  | –  | g.t. | –  | –  | 1R | 3R |
| Roland Garros   | –  | –  | –    | –  | 1R | 1R | 1R |
| Wimbledon       | –  | –  | 1R   | –  | 1R | 1R | 2R |
| US Open         | 1R | 3R | 2R   | 2R | 3R | 1R | 2R |

### Vrouwendubbelspel
| toernooi        | 1986 |    | 1992 | 1993 | 1994 |
| --------------- | ---- | -- | ---- | ---- | ---- |
| Australian Open | g.t. | 1R | 1R   | 2R   |      |
| Roland Garros   | –    | 2R | –    | –    |      |
| Wimbledon       | –    | 1R | –    | –    |      |
| US Open         | 1R   | 1R | –    | –    |      |